# Leona Graham

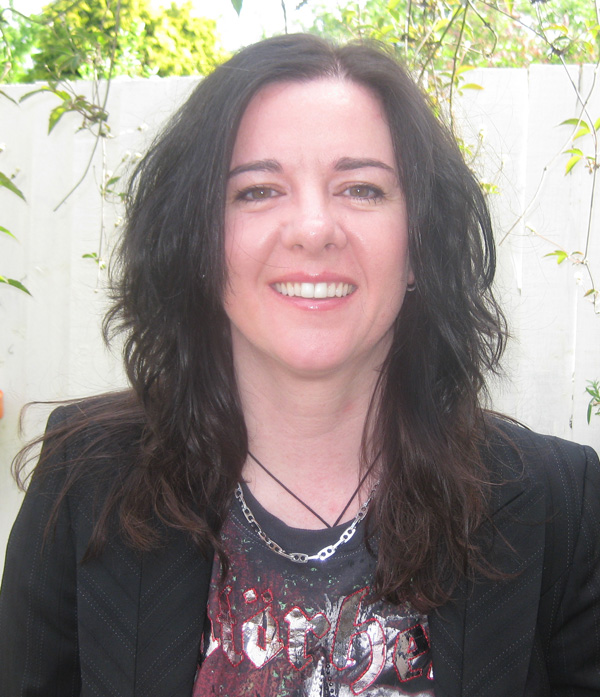
Leona Graham, 2011

Leona Graham (* 18. Januar 1971) ist eine britische Radiomoderatorin und Voice-over-Künstlerin. Gegenwärtig arbeitet sie als Radiomoderatorin bei Absolute Radio (früher „Virgin Radio“). Man kann sie ebenfalls auf den digitalen Radiosendern Absolute 80s und Absolute Classic Rock hören.
Darüber hinaus hat Leona Graham Voice-overs für verschiedene nationale und lokale Fernseh- und Radiosender sowie für Werbespots aufgenommen.

## Bildung
Leona Graham besuchte die Berkhamsted Schule für Mädchen in Berkhamsted. Danach studierte sie von 1989 bis 1993 an der University of Warwick und erhielt einen Schauspiel-Bachelor of Arts-Abschluss. Sie hat ebenso eine Zulassung als Lehrerin.

## Rundfunk

### Frühe Karriere
Sie begann ihre Rundfunk-Karriere beim W963 University Radio Warwick (jetzt Radio Warwick), wo sie die "Thursday Night Rock Show" und ein nächtliches Nachrichtenprogramm, genannt "Weekday Warwick", im Journalstil präsentierte.
Bevor sie 2000 bei Virgin Radio anfing, arbeitete Leona Graham für eine Vielzahl von Radiosendern, zunächst nachts und zu Niedriglöhnen.
| Von     | Bis     | Sender/Unternehmen | Sendeplatz/Funktion                                                         |
| ------- | ------- | ------------------ | --------------------------------------------------------------------------- |
| 01/1995 | 06/1995 | Choice 102.2       | Moderatorin 2–6 Uhr                                                         |
| 08/1995 | 08/1996 | Power FM           | Frühstücksradio Co-Moderatorin Moderatorin des Vor-Frühstücksradios 5–6 Uhr |
| 08/1996 | 03/1998 | 96.4 The Eagle     | Moderatorin 14–18 Uhr wochentags                                            |
| 03/1998 | 11/1999 | Surf 107.2         | Frühstücksradio Moderatorin                                                 |
| 11/1999 | 03/2000 | Core DAB Radio     | Moderatorin wochentags 14–19 Uhr                                            |

### Virgin Radio
Leona Graham fing im April 2000 als Moderatorin bei Virgin Radio an. Während ihrer Virgin Radio-Zeit präsentierte sie eine Vielzahl von Sendungen: die Virgin Radio UK Albumcharts, die Virgin Radio-Party, Teenage Kicks, Hymnen der 80er, Smells like the 90's, The Classic Rock Show, The Late Show, Virgin Love und das Wochenend-Frühstücksradio.
Sie war die zweite Moderatorin, die auf Virgins digitalem Radiosender Virgin Classic Rock bei seiner Einführung 2003 gehört werden konnte.

### Absolute Radio
Leona blieb weiterhin beim Radio, nachdem Virgin Radio zu "Absolute Radio" umbenannt wurde. Sie kann samstags von 18.30 bis 22.00 Uhr mit ihrer "Absolute Classic Rock Party" und sonntags von 12.00 bis 17.00 Uhr gehört werden. Sie ist ebenso die Vertretungs-Moderatorin und übernimmt regelmäßig Radiosendungen anderer Moderatoren.
Sie ist auch Moderatorin bei Absolute Radios digitalen Radiosendern Absolute Classic Rock (wochentags von 10.00 bis 13.00 Uhr; sonntags von 9.00 bis 12.00 Uhr) und Absolute 80s (wochentags von 13.00 bis 16.00 Uhr; samstags von 13.00 bis 18.00 Uhr).

### Interviews
Bei Absolute Radio hat Leona Graham Rockstar Alice Cooper, AC/DC-Frontmann Brian Johnson und den Sänger von Free, Bad Company und Queen + Paul Rodgers, Paul Rodgers interviewt.

## Voice-overs
Leona war die Stimme für BBC Radio One, BBC 5 LIVE, 95.8 Capital FM, The BOX, E4, Virgin Radio und Absolute Radio. Sie wirkt regelmäßig bei BBC1, ITV1 und SKY1 mit und spricht Begleitkommentare für Channel 4. Sie ist ebenfalls bekannt für ihre Stimme in Filmtrailern bei Virgin Media TV.
Vor kurzem begann sie mit Orion Media zu arbeiten, um Trailer für seine Sender BRMB, Mercia und Wyvern FM zu produzieren. Leona Graham ist eine der Stimmen des kanadischen Radiosenders 102.3 Now Radio in Edmonton.

## Auszeichnungen
Absolute Radio erhielt 2010 den Sony Radio Academy Award in Bronze in der Kategorie "Best Station Imaging" für seine bildliche Darstellung, in welcher Leona Graham eine der wesentlichen Beteiligten als Absolute Radios Stimme war.